# Krokhuvudfiskar
Krokhuvudfiskar ( Kurtus) är ett släkte i ordningen abborrartade fiskar. Släktet föreställer den enda djurgruppen i familjen Kurtidae och även i underordningen Kurtoidei.
Arterna förekommer i Indiska oceanen från östra Indien till sydostasiatiska öar. De hittas även i bräckt vatten samt sötvatten i samma region. Kurtus gulliveri är störst med en längd upp till 60 cm. Det vetenskapliga namnet kommer från grekiskan kyrtos, -e, -on (böjd, med en puckel).

## Arterna
- Kurtus gulliveri
- Kurtus indicus